# فيفولاكت (ابن ميخائيل الأول)
فيفولاكت  أو فيفولاكتوس  ((باليونانية: Θεοφύλακτος)‏; ق. 793 793 – 15 يناير 849) كان الابن البكر للإمبراطور البيزنطي ميخائيل الأول رانجابي (حكم من 811 إلى 813) وحفيده، ومن ناحية أمه، من نقفور الأول (حكم 802-811). كان إمبراطورًا شابًا جنبًا إلى جنب مع والده طوال فترة حكم الأخير، وتم حلقه، وخصيه، ونفيه إلى جزيرة بليت بعد الإطاحة به، تحت الاسم الرهباني يوستراتيوس.